# Lo Vernet de Santa Margarida
Le Vernet-Sainte-Marguerite és un municipi francès situat al departament del Puèi Domat i a la regió d'Alvèrnia-Roine-Alps. L'any 2007 tenia 253 habitants.

## Demografia

### Població
El 2007 la població de fet de Le Vernet-Sainte-Marguerite era de 253 persones. Hi havia 120 famílies de les quals 48 eren unipersonals (20 homes vivint sols i 28 dones vivint soles), 32 parelles sense fills, 36 parelles amb fills i 4 famílies monoparentals amb fills.
La població ha evolucionat segons el següent gràfic:
Habitants censats

### Habitatges
El 2007 hi havia 212 habitatges, 120 eren l'habitatge principal de la família, 68 eren segones residències i 23 estaven desocupats. 200 eren cases i 6 eren apartaments. Dels 120 habitatges principals, 105 estaven ocupats pels seus propietaris, 10 estaven llogats i ocupats pels llogaters i 5 estaven cedits a títol gratuït; 1 tenia una cambra, 10 en tenien dues, 22 en tenien tres, 28 en tenien quatre i 58 en tenien cinc o més. 83 habitatges disposaven pel capbaix d'una plaça de pàrquing. A 48 habitatges hi havia un automòbil i a 57 n'hi havia dos o més.

### Piràmide de població
La piràmide de població per edats i sexe el 2009 era:
| Homes | Edats   | Dones |
| ----- | ------- | ----- |
| 0     | 95 o +  | 0     |
| 0     | 90 a 94 | 0     |
| 0     | 85 a 89 | 4     |
| 0     | 80 a 84 | 0     |
| 8     | 75 a 79 | 20    |
| 4     | 70 a 74 | 12    |
| 24    | 65 a 69 | 20    |
| 4     | 60 a 64 | 4     |
| 8     | 55 a 59 | 4     |
| 4     | 50 a 54 | 4     |
| 0     | 45 a 49 | 4     |
| 16    | 40 a 44 | 8     |
| 8     | 35 a 39 | 24    |
| 8     | 30 a 34 | 8     |
| 4     | 25 a 29 | 0     |
| 0     | 20 a 24 | 12    |
| 0     | 15 a 19 | 16    |
| 4     | 10 a 14 | 4     |
| 0     | 5 a 9   | 8     |
| 4     | 0 a 4   | 4     |

## Economia
El 2007 la població en edat de treballar era de 159 persones, 126 eren actives i 33 eren inactives. De les 126 persones actives 119 estaven ocupades (73 homes i 46 dones) i 7 estaven aturades (7 dones i 7 dones). De les 33 persones inactives 18 estaven jubilades, 6 estaven estudiant i 9 estaven classificades com a «altres inactius».

### Ingressos
El 2009 a Le Vernet-Sainte-Marguerite hi havia 126 unitats fiscals que integraven 276 persones, la mediana anual d'ingressos fiscals per persona era de 14.858 €.

### Activitats econòmiques
Dels 12 establiments que hi havia el 2007, 1 era d'una empresa alimentària, 3 d'empreses de construcció, 2 d'empreses de comerç i reparació d'automòbils, 2 d'empreses d'hostatgeria i restauració, 2 d'empreses immobiliàries i 2 d'empreses de serveis.
Dels 4 establiments de servei als particulars que hi havia el 2009, 1 era un taller de reparació d'automòbils i de material agrícola, 2 fusteries i 1 electricista.
L'any 2000 a Le Vernet-Sainte-Marguerite hi havia 38 explotacions agrícoles que ocupaven un total de 1.980 hectàrees.

## Equipaments sanitaris i escolars
El 2009 hi havia una escola elemental.

## Poblacions més properes
El següent diagrama mostra les poblacions més properes.